# إدوين ستار
إدوين ستار (بالإنجليزية: Edwin Starr)‏ هو مغني ومغن مؤلف وملحن أمريكي، ولد في 21 يناير 1942 في ناشفيل في الولايات المتحدة، وتوفي في 2 أبريل 2003 في Beeston, Nottinghamshire ‏ في المملكة المتحدة بسبب نوبة قلبية.

## وصلات خارجية
- الموقع الرسمي
- إدوين ستار على موقع IMDb (الإنجليزية)
- إدوين ستار على موقع ميوزك برينز (الإنجليزية)
- إدوين ستار على موقع ميوزك برينز (الإنجليزية)
- إدوين ستار على موقع إن إن دي بي (الإنجليزية)
- إدوين ستار على موقع أول ميوزيك (الإنجليزية)
- إدوين ستار على موقع ديسكوغز (الإنجليزية)
- إدوين ستار على موقع قاعدة بيانات الفيلم (الإنجليزية)